# Ifni
Ifni was tot 1969 een Spaanse exclave aan de kust van Marokko. De oppervlakte van het gebied was 1502 km², het aantal inwoners bedroeg 51.517 in 1964. De hoofdplaats was Sidi Ifni en de belangrijkste bron van inkomsten was de visserij.

## Geschiedenis
Een gebied in de buurt van Sidi Ifni werd al in 1476 door Spanje gekoloniseerd onder de naam Santa Cruz de la Mar Pequeña, maar werd in 1524 door de Berbers heroverd. Op 26 april 1860 werd Ifni door Marokko aan Spanje afgestaan al werd het gebied pas in 1934 door Spaanse troepen bezet. 
In 1952 werd Ifni onderdeel van de kolonie Spaans-West-Afrika (Territorios de África Occidental Española). Na de onafhankelijkheid van Marokko in 1956, waarbij Spaans Noord-Marokko met Frans-Marokko werd verenigd, gaf Spanje verder nauwelijks grondgebied uit handen. De kolonie Spaans-West-Afrika werd opgedeeld: het gebied van Kaap Juby ging in 1958 over aan Marokko. De Spaanse Sahara en de exclave Ifni bleven in Spaanse handen. Om te verhinderen dat de VN er op zou aandringen Ifni te dekoloniseren veranderde Spanje de status van Ifni en de Spaanse Sahara van kolonie naar overzeese provincie. In het noorden bleven de exclaves Ceuta en Melilla Spaans. Spanje werd destijds geregeerd door generaal Franco die geen afstand van Ifni wilde doen. Marokko heeft sinds zijn onafhankelijkheid twee keer een aanval uitgevoerd op Ifni met de bedoeling het gebied in te nemen. Beide keren werd de aanval echter afgeslagen door het aanwezige Spaanse garnizoen.
In december 1965 werd door de VN een resolutie aangenomen die bepaalde dat Spanje Ifni en de Spaanse Sahara moest dekoloniseren. Ten aanzien van Ifni werd de resolutie uitgevoerd en op 30 juni 1969 werd Ifni door Spanje aan Marokko overgedragen.

Ifni als exclave van Spanje aan de westkust van Afrika.